# Vega (cantante)

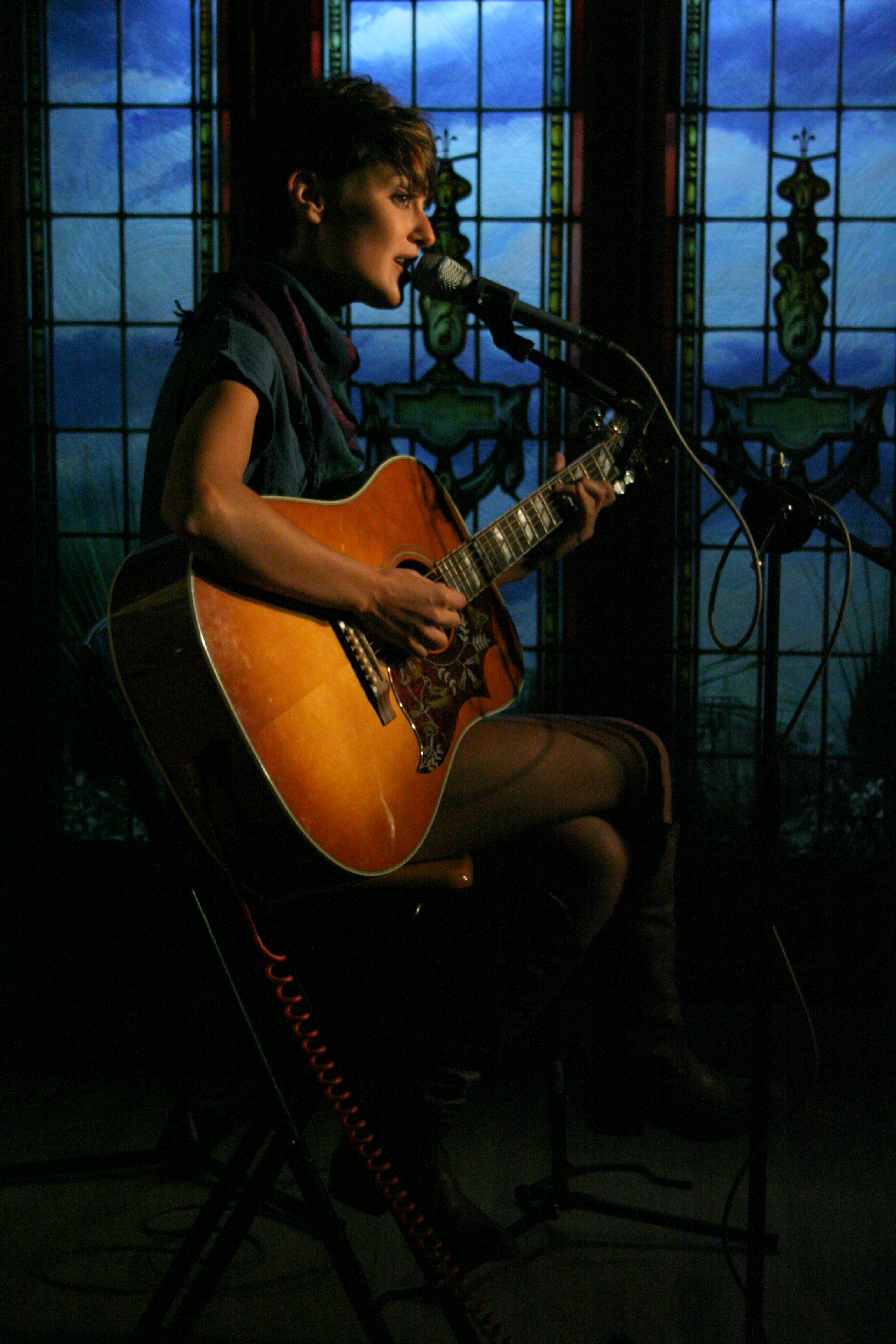
Vega en Búho Real, Madrid.

Mercedes Mígel Carpio, conocida artísticamente como Vega (Córdoba,  18 de febrero de 1979), es una cantante y compositora española nominada al Grammy Latino en dos ocasiones. Se dio a conocer al gran público en la segunda edición de Operación Triunfo (2002).

## Trayectoria

### 1979-2002 Primeros años e inicios artísticos
Estudió en el colegio Bética-Mudarra (Córdoba). Su afán por la música se remonta a su adolescencia, cuando empezaba a cantar en locales de su ciudad de origen. Su estilo musical abarca desde la canción de autor española hasta el rock, pasando por estilos tan diversos como el jazz o el pop comercial. La artista ha manifestado su admiración por artistas como Frank Sinatra, Raphael, U2 o Sting.
Es licenciada en Publicidad y Relaciones Públicas por el Colegio Universitario de Segovia. 
En 2002 fue seleccionada para concursar en la segunda edición de Operación Triunfo en TVE. El programa obtiene repercusión y así se da a conocer al gran público. Para poder participar interrumpió su carrera en la universidad. Finalizó su licenciatura una vez terminada su estancia en el concurso. En el programa cantó junto a todos sus compañeros el sencillo "La fuerza de la vida". La cordobesa quedó en noveno lugar del concurso.

### 2003-2005:India
En 2003 presentó el sencillo "Quiero ser tú". La canción fue un éxíto de ventas con más de 200.000 copias vendidas en formato físico. Tras la buena acogida de este sencillo, Vega ficha por las discográficas Vale Music y Muxxic (una joint venture de Universal Music y Grupo Prisa).
En el verano del mismo año sorprendió a la crítica con su primer disco India, que fue certificado como Disco de Oro en el mismo verano de su publicación. Posteriormente fue Disco de Platino por más de 150.000 copias vendidas.
"Grita!" fue el primer sencillo del álbum y alcanzó el número 1 de Los 40 Principales, la lista radiofónica más importante de España. Las canciones "La verdad" y "Directo al sol" fueron sus siguientes sencillos promocionales.

### 2006-2008:Circular
En 2006 creó su propia editorial Vega's Home Music y fichó por Universal Music Spain, con la que editó su segundo disco: Circular (producido por el británico Nigel Walker). En él fue autora de diez canciones. 
De este álbum se desprende el sencillo "Una vida contigo", por el que fue nominada por la Academia de las Artes y las Ciencias de la Música en España como mejor autora revelación. 
En 2007 Reedición su anterior trabajo bajo el nombre de Circular: Cómo girar sin dar la vuelta. Incluyó dos nuevas canciones inéditas de su autoría fue el sencillo presentación

### 2009-2010:Metamorfosis
En 2009 volvió al panorama musical con Metamorfosis, un disco compuesto íntegramente por ella y editado bajo el sello de Universal music. El disco tuvo buena recepción por parte de la crítica y gozó de buena aceptación comercial en ventas de discos.
Vega recorrió toda la geografía española con sus directos y dio el salto internacional al hacer una gira de conciertos por Tokio, Kyoto y Manila gracias al patrocinio de empresas como Orange y Estrella Galicia.
"Mejor mañana" fue el primer sencillo del álbum, un éxito radiado y un hit de verano. El tema combina pop luminoso, ecos de los sesenta y un compendio de palabras optimistas con mensaje positivo. En su promoción española fue definida por su sello discográfico como la canción "anticrisis". "Mejor mañana" fue utilizada para un anuncio del Banco Santander.
La sentida "Cuanta decepción", "Lolita" -con la que saltó al extranjero- y "Nueva York" -que cerró la etapa de este último disco- fueron sus siguientes singles.

### 2011-2012:La cuenta atrás
En 2011 publicó su siguiente trabajo La cuenta atrás de la mano de la discográfica Sony Music. En su primera semana a la venta alcanzó el número seis de la lista de ventas española mejorando el debut de su anterior trabajo. Su primer sencillo fue el éxito "Como yo no hay dos".
En 2012 realizó una extensa gira de conciertos y presentó el sencillo "Requiem" con un impactante videoclip. Vega fue además promotora del Festival de la Luz junto a Luz Casal y ZircoZine. Se celebró a finales de septiembre en Boimorto (La Coruña).
Ese mismo año fue nominada a los Grammy Latinos de 2012 en la categoría de mejor álbum pop/rock por La cuenta atrás. Posteriormente la cantante llevó a cabo una gira de conciertos por España.

### 2013-2015:Wolverines
En 2013 lanzó Wolverines con su propio sello discográfico La Madriguera Records. Producido por ella misma y por el productor Sebastian Krys, fue grabado en los estudios East West de Los Ángeles. En el verano del mismo año lanzó el primer sencillo que da nombre al álbum. 
La canción "Wolverines" es también incluida en el disco como dúo junto al artista español Raphael. Ambos la interpretaron en el especial de Nochebuena de Raphael en TVE. El disco incluye otros dúos junto a la mexicana Carla Morrison, junto al cubano Arturo Sandoval y junto al español Xosé Manuel Budiño. "Treinta y tantos", "Febrero", "El Alud" y "Que no te pese" (a dúo con Morrison) fueron sus siguientes sencillos.
El álbum en formato digital alcanzó el número uno en la lista de iTunes España mientras que el disco en formato físico entró al segundo puesto más alto de la lista que elabora Promusicae con los discos más vendidos de la semana en el país. 
En 2014 compone dos canciones para el disco Tú y yo de David Bisbal. La cantante realizó también promoción de su disco en Latinoamérica y Estados Unidos. 
Wolverines fue nominado al mejor álbum pop/rock en los Grammy Latinos del siguiente año.

### 2016-2017:Non Ho L'età
En 2016 presenta "Città Vuota", primer sencillo de su trabajo discográfico Non ho L'età. Grabado en los Capitol Studios de Hollywood, producido por ella misma y por Sebastian Krys, es un homenaje a la música italiana comprendida entre los cincuenta y los setenta. Editado por su sello La Madriguera Records y por Subterfuge Records sale a la venta en marzo de 2017 a través de cuatro formatos: CD digipack, vinilo, casete y digital. 
El álbum incluye también los nuevos singles "Azzurro" o "Dio Come Ti Amo" (a dúo con Elvis Costello).
Non ho L'età alcanzó en formato digital las dos primeras posiciones de iTunes España mientras que el disco en formato físico entró directo al tercer puesto más alto de la lista que elabora Promusicae con los discos más vendidos en el país.

### 2018-2019:La Reina Pez
En 2018 presenta La Reina Pez, su séptimo álbum de estudio. Grabado en Berlín, es editado por su sello discográfico y por Subterfuge Records en abril de 2018. Repleto de composiciones propias, incluye medios tiempos con fuerza melódica, baladas con un toque de nostalgia y temas up-tempo rock donde guitarras eléctricas y batería tienen un papel protagonista.
El disco entró directo al segundo puesto más alto de la lista que elabora Promusicae con los álbumes más vendidos en España. En formato digital alcanzó también las dos primeras posiciones de iTunes.
Los temas "Después de ti", "Sally" o "Dónde estabas tú" son algunos de los sencillos de este álbum, que la artista presenta en tour promocional y de conciertos por España y Latinoamérica.

### 2020-2021:Diario de una noche en Madrid
En 2020 presenta Diario de una noche en Madrid, su primer álbum en directo. Viene acompañado de un libro y de un Blu-Ray del concierto grabado en la sala Joy Eslava el 5 de octubre de 2019. Es editado por su sello discográfico. El concierto incluye colaboraciones de Eva Amaral, Andrés Suárez, Budiño, Guadi Galego y Mabu.
El disco entró en el tercer lugar de la lista que elabora Promusicae con los álbumes más vendidos en España. En formato digital alcanzó la primera posición de iTunes España.
Los temas "Haneke", "El Alud" con Eva Amaral y "Sombras" con Mabu son los temas promocionales de este álbum en directo.

### 2022:Mirlo Blanco
En 2022 presenta Mirlo Blanco, grabado en el País Vasco. Incluye colaboraciones de Manuel Carrasco, Francisca Valenzuela y La Marisoul. El disco se posicionó en el número uno de Itunes durante los dos primeros días. En su semana de lanzamiento entró al número dos de los discos más vendidos en España.
Los temas "Un golpe", "Bipolar", "Mirlo Blanco", "Patria" y "Sobrevivir" son sus primeros cinco sencillos promocionales del disco con videoclip. Durante la primavera del mismo año presenta el videoclip de "Contigo" junto a Manuel Carrasco.

### 2024:IGNIS
En 2024 publica IGNIS, un álbum compuesto por once canciones entre las que no figura ninguna colaboración. En su semana de lanzamiento entró al número ocho de los discos más vendidos en España.

## Discografía
| Álbumes de estudio - 2003: India - 2006: Circular - 2007: Circular: Cómo girar sin dar la vuelta - 2009: Metamorfosis - 2011: La cuenta atrás - 2013: Wolverines - 2017: Non ho l’età - 2018: La reina pez - 2022: Mirlo blanco - 2024: IGNIS Álbumes en directo - 2020: Diario de una noche en Madrid (2 CD, BD y libro) | Singles - 2002: Quiero ser tú Video - 2003: Grita! Video - 2004: La verdad Video - 2004: La verdad (Con Elena Gadel) - 2004: Directo al sol - 2006: Una vida contigo Video - 2006: Una vida contigo (Con David Otero) - 2007: Y llueve Video - 2009: Mejor mañana Video - 2009: Cuanta decepción Video - 2010: Lolita Video - 2010: Nueva York Video - 2011: Como yo no hay dos Video - 2012: Réquiem Video - 2013: Wolverines Video - 2013: Wolverines (Con Raphael) Vídeo - 2013: Treinta y tantos Video - 2013: Febrero Vídeo - 2014: El alud Vídeo - 2014: Que no te pese (Con Carla Morrison) Vídeo - 2016: Città vuota Vídeo - 2017: Azzurro Vídeo - 2017: Dio, come ti Amo (Con Elvis Costello) Vídeo - 2017: Ma che freddo fa Vídeo - 2017: Sally Vídeo - 2018: Después de ti Vídeo - 2018: Haneke Vídeo - 2018: Eterna juventud Vídeo - 2019: Dónde estabas tú (Con Iván Ferreiro) Vídeo - 2020: El Alud (Con Eva Amaral) Vídeo - 2020: Sombras (Con Mabu) Vídeo - 2021: Un golpe Vídeo - 2021: Bipolar Vídeo - 2022: Mirlo blanco Vídeo - 2022: Patria Vídeo - 2022: Sobrevivir Vídeo - 2022: Ladra (Con Francisca Valenzuela y La Marisoul) Vídeo - 2022: Contigo (Con Manuel Carrasco) Vídeo - 2022: Mortal Vídeo |

## Colaboraciones musicales
Composiciones
- 2010: El ruido (disco Sin mirar atrás de David Bisbal)
- 2013: Desaparecer (disco Anti-Héroes de Auryn)
- 2013: Desde cero (disco California de Aviónica)
- 2013: El huracán (disco Universe in me de Soraya)
- 2014: No amanece (sencillo del disco Tú y yo de David Bisbal)
- 2014: Culpable (disco Tú y yo de David Bisbal)
- 2016: Lo tenga o no (disco Hijos del mar de David Bisbal)
- 2016: La última ovación (disco Infinitos bailes de Raphael)
- 2017: Ni una más (disco La calma de Pastora Soler)
- 2018: Qué hacemos (disco Cicatrices de Miriam Rodríguez)
- 2018: Respirar (disco Cicatrices de Miriam Rodríguez)
- 2018: Sin Rencor (disco Cicatrices de Miriam Rodríguez)
- 2019: Sentir (disco Sentir de Pastora Soler)
- 2020: Sabrás (disco En tus planes de David Bisbal)
- 2020: Quererme solo yo (de Nuria Fergó)

Dúos
- 2007: Desde alguna parte (disco Desde alguna parte de Los Galván)
- 2007: Contigo (disco Desde alguna parte de Los Galván)
- 2008: Ya lo ves (disco Balance de Tiza)
- 2010: Desconocida (disco De par en par de Marta Sánchez)
- 2010: No me beses en los labios (disco Costas is back de Costas)
- 2014: El huracán (disco Universe in me de Soraya)
- 2016: Cara triste (disco Buenaventura de Mäbu)
- 2019: Ave Fénix (disco Una pequeña galaxia de Maryland)
- 2019: Privilegio (disco Immersion de Guadi Galego)

Directos en televisión y en concierto
- 2002: Dímelo (con David Bisbal, David Bustamante, Nika...)
- 2002: La fuerza de la vida (con Operación Triunfo 2002)
- 2002: A forza desta vida (con Operación Triunfo 2002)
- 2002: Me vuelves loco (con Hugo Salazar)
- 2003: Mujer contra mujer (con Ana Torroja)
- 2010: El ruido (con David Bisbal)
- 2011: La diferencia (con Chenoa)
- 2015: Como yo te amo (con Budiño)
- 2015: Yolanda (con Eladio y los seres queridos)
- 2016: Hablemos del amor (con Raphael)
- 2017: Lo tenga o no (con David Bisbal)
- 2018: Ni una más (con Pastora Soler)
- 2019: Sin Rencor (con Miriam Rodríguez)
- 2019: Santa Cristina (con Andrés Suárez y Budiño)
- 2019: El alud (con Amaral)
- 2019: Wolverines (con Zahara)
- 2019: Camino a L.A. (con Zahara)
- 2019: Life On Mars (con Zahara, Ximena Sariñana, Amaral y Rozalén)
- 2020: Córdoba (con Medina Azahara)
- 2020: Suzanne (con Christina Rosenvinge)
- 2025: No dejes de soñar (con Manuel Carrasco)

Otros
- 2011: Let's open the door (Spot de Orange)
- 2019: Supersubmarina (Homenaje a Supersubmarina)
- 2019: Laika (Descanso dominical. Tributo a Mecano)

## Premios y candidaturas
Galardones
- 2010: Premio Must Magazine: Mejor canción del año por Mejor mañana
- 2010: Premio Surrealista: Mejor compositora

Nominaciones
- 2006: Premios de la Academia de las Artes y las Ciencias de la Música: Compositora revelación por Una vida contigo
- 2012: Premios Grammy Latino: Mejor álbum pop/rock por La cuenta atrás
- 2015: Premios Grammy Latino: Mejor álbum pop/rock por Wolverines

## Editorial
Vega fundó en 2006 su propia editorial discográfica: Vega's Home Music. Su principal labor es ayudar a jóvenes artistas en el difícil camino de la música.
En el año 2013 nace La Madriguera Records S.L con la idea de poder hacer las cosas de una manera distinta al resto de sellos, especialmente las multinacionales, en todo lo que se pudiera marcar una diferencia, crear y dar un valor añadido a la industria y poner la música y el talento por delante del negocio de la música en sí mismo. Vega funda esta empresa con sus hermanas.